# Wilfred Kimitei
Wilfred Kimeli Kimitei (né le 11 mars 1985) est un athlète kényan, spécialiste des courses de fond. 

## Biographie
Il remporte la médaille d'argent du 10 000 m lors des Championnats d'Afrique 2016, à Durban. 

### Palmarès
| Date | Compétition            | Lieu   | Résultat | Épreuve  | Temps         |
| ---- | ---------------------- | ------ | -------- | -------- | ------------- |
| 2016 | Championnats d'Afrique | Durban | 2e       | 10 000 m | 28 min 3 s 18 |

### Records
| Épreuve  | Performance   | Lieu    | Date        |
| -------- | ------------- | ------- | ----------- |
| 10 000 m | 27 min 54 s 2 | Nairobi | 28 mai 2016 |